# مهدی ابریشم‌چی
مهدی ابریشم‌چی (زادهٔ ۱۳۲۶ در تهران) از مسئولان سازمان مجاهدین خلق ایران و کمیسیون‌های شورای ملی مقاومت است. وی در حال حاضر مسئولیت کمیسیون صلح شورای ملی مقاومت ایران را بر عهده دارد.

## زندگی‌نامه و فعالیت
مهدی ابریشم‌چی در سال ۱۳۴۴ وارد دانشکده فنی دانشگاه تهران شد و به عنوان نماینده دانشجویان به‌طور فعال وارد مبارزات دانشجویی شد. در سال ۱۳۴۸ به عنوان مهندس شیمی از دانشگاه تهران فارغ‌التحصیل شد. او از همان ابتدا ارتباطاتی با برخی اعضای سازمان مجاهدین، از جمله علی میهندوست و علی‌اصغر بدیع‌زادگان داشت، در سال ۱۳۴۸ به عضویت سازمان در آمد و زیر نظر محمد حنیف‌نژاد به آموزش مفاهیم ایدئولوژیک و نظرگاه‌های سازمان پرداخت. بعد از ضربه شهریور ۱۳۵۰ او به زندگی مخفی روی آورد و در کنار احمد رضایی به مبارزه ادامه داد.
مهدی ابریشم‌چی در آبان‌ماه ۱۳۵۰ دستگیر و تحت شکنجه ساواک قرار گرفت. ساواک که از ارتباط مهدی با احمد رضایی آگاه بود امید داشت که با دستگیری مهدی بتواند به احمد نیز دست پیدا کند، اما موفق نشد. مهدی به ۷ سال زندان محکوم شد. در سال ۱۳۵۷ پس از آزادی از زندان به عنوان یکی از مسئولان و اعضای مرکزیت سازمان مسئولیت‌های مختلفی در جهت سازماندهی، آموزش و ارتقاء سیاسی – ایدئولوژیک نیروهای سازمان برعهده داشته است. او در اولین دوره انتخابات مجلس شورای ملی پس از انقلاب ۱۳۵۷ کاندیدای سازمان مجاهدین خلق ایران از تهران بود. وی در گردهمایی انتخاباتی مجاهدین خلق در ۲  اسفند ۱۳۵۸ در زمین چمن دانشگاه تهران گفت : «ما امروز در آستانه انتخابات مجلس شورای ملی قرار گرفته ایم ، ولی همان نیروها دست اندرکارند تا بازهم میدان فعالیت نیروهای انقلابی را تقلیل دهند  و احیاناً راه مبارزات دمکراتیک را بر آنها ببندند.»
در پی حمله نیروهای دادستانی به خانهٔ پدری مهدی ابریشم‌چی در ۲۸ خرداد ۱۳۶۰، سازمان مجاهدین خلق اقدام به صدور «اطلاعیهٔ سیاسی ـ نظامی شمارهٔ ۲۵» نمود.
برخی از افشاگری‌های شورای ملی مقاومت ایران علیه حکومت ایران توسط مهدی ابریشمچی انجام شده است.

## دیدگاه‌ها
اسلام انقلابی: «مجاهد غبار از رخ دین زدود» یکی از مصرع های سرود سازمان مجاهدین است. یعنی  مجاهدین درک کردند که اسلام نافی استثمار است. به‌همین دلیل معروف‌ترین عبارتی که در تأسیس سازمان از محمد حنیف‌نژاد نقل شده این است که «مرز بین حق و باطل از بین باخدا و بی‌خدا عبور نمی‌کند بلکه از بین استثمارشده و استثمارکننده عبور می‌کند».
سی خرداد: «اگر من بخواهم یک لحظه تاریخی را تشریح بکنم، نشست مرکزیت مجاهدین با حضور برادرمان مسعود بود که در باره این موضوع بحث و بررسی می‌شد که چه باید کرد؟... مسعود سؤال اصلی را مطرح کرد و گفت که اگر ما وارد ۳۰ خرداد شویم و رژیم همین طور که انتظار می‌رود، متقابلا وارد شود و تظاهرات مسالمت آمیز مردم را به رگبار ببندد، شما مسئولان مجاهدین چه کار می‌خواهید بکنید؟ تصمیم‌تان را پیشاپیش بگیرید تا در فردای ۳۰  خرداد حیران و سرگردان نمانیم. کسی که می‌خواست وارد ۳۰ خرداد شود، باید قدم بعد از آن را هم محاسبه می‌کرد. این همان جلسه‌ای بود که اتمام حجت مقدمتا در داخل مرکزیت مجاهدین و به دنبال آن در صفوف مجاهدین انجام گرفت.»

## انقلاب ایدئولوژیک
به دنبال اعلام انقلاب ایدئولوژیک در سازمان مجاهدین خلق ایران، مریم رجوی از مهدی ابریشم‌چی طلاق گرفت و در ۳۰ خرداد ۱۳۶۴ با مسعود رجوی ازدواج کرد.
در تاریخ ۲۹ اکتبر ۲۰۱۵، حسین ابریشم‌چی، برادر مهدی ابریشم‌چی در حملهٔ موشکی گروه ارتش مختار (جیش المختار) به کمپ لیبرتی کشته شد.